# Filosofia Portuguesa
Filosofia Portuguesa é o termo que designa o movimento iniciado por Álvaro Ribeiro com a publicação em 1943 do opúsculo O Problema da Filosofia Portuguesa, editado por Eduardo Salgueiro, seu colega do movimento da Renovação Democrática. Não se trata de uma designação genérica para definir a filosofia em Portugal, mas sim de um movimento filosófico particular, com origem na denominada Escola do Porto (ou Escola Portuense) e por isso inspirado no pensamento filosófico de Leonardo Coimbra, Sampaio Bruno,  Pedro de Amorim Viana, Delfim Santos, entre outros. Isto com sementes lançadas pela revista A Águia, de Teixeira de Pascoaes, e pelo movimento da Renascença Portuguesa.
Fortemente influenciado por Leonardo Coimbra e motivado pelo enceramento da Faculdade de Letras do Porto (1931), Álvaro Ribeiro cria em Lisboa, com José Marinho, o denominado Grupo da Filosofia Portuguesa, de que fizeram parte nomes como António Quadros, António Braz Teixeira, Afonso Botelho, Josué Pinharanda Gomes, Orlando Vitorino, António Telmo, Dalila Pereira da Costa, Luís do Espírito Santo, Paulo Samuel, etc.
O encontro, que se dava regulamente no Café Colonial, em Lisboa, em redor dos mestres (Ribeiro e Marinho) deu origem a um dos períodos mais fecundos da história da filosofia em Portugal, nomeadamente no que diz respeito ao debate em torno do problema das filosofias nacionais, à reflexão profunda e antipositivista acerca do sistema educativo português, desde a escola à Universidade, etc.

## O problema das Filosofias Nacionais
O problema das Filosofias Nacionais não é exclusivamente português, basta pensar na Filosofia alemã, na Filosofia Francesa ou até na Filosofia Brasileira. Em todos os países, trata-se, essencialmente, de saber se é possível  ou não existir uma filosofia situada, sem que isso comprometa o próprio exercício filosófico e a sua respectiva universalidade. É a língua que determina a nacionalidade da filosofia?
José Marinho colocou o problema nos seguintes termos: "[...] o problema da filosofia portuguesa não é, em todo o sentido, problema estrita e restritamente português, mas um problema de âmbito mais geral e bem mais geral sentido [...] afirmar a existência de uma Filosofia Portuguesa supõe estas duas coisas: uma capacidade própria de filosofar e seu exercício, o encontro de várias formas de análoga propensão em homens e obras diversamente significativas de uma tradição multissecular, tradição inegável ainda mesmo quando, haja de reconhecer-se descontínua, como eu escrevi já, ou difusa e dispersiva, como outros têm escrito. [...]". 
António Braz Teixeira escreveu: “Em sua radicalidade, o problema da filosofia nacional é o problema da filosofia. Universal no seu anseio e destino, como busca plural e convergente da verdade, sempre e a cada momento recomeçada e posta em causa, interrogação cuja resposta não esgota nem capta de uma vez por todas o perene sentido do existente e suas razões, a filosofia, enquanto tal, isto é, enquanto pensar no homem e do homem, participa da sua própria condição de ser situado no mundo, numa pátria, numa língua, numa cultura, num culto. Individual e nacional no seu ponto de partida e em sua raiz, múltiplo na aventurosa variedade dos caminhos especulativos que se lhe abrem, o filosofar é também e simultaneamente, universal no sentido último da sua indagação e finalidade. Deste modo, contrapor abusivamente ao caráter nacional da filosofia a sua universalidade seria o mesmo que negar à ave o voar só por ter pernas, na feliz imagem de um pensador contemporâneo”.
Em 1960, Cabral de Moncada critica o movimento, em que afirma: "uma preocupação nacionalista mais ou menos extravagante, fortemente detractora das filosofias estrangeiras e quase xenófoba".

## Citações
“O movimento nominado Filosofia Portuguesa não se constituiu em grupo de opinião, como se fosse um partido, nele cabendo, em nome da liberdade de pensamento, a autonomia mental de cada um”. Por isso, nem sempre os carismas individuais se adequaram uns aos outros, havendo instantes de discordância e momentos de divergência, “mas, a par da amizade prevaleceu o amor da verdade”. “Em tudo se respeitou a filosofia como pensamento pensante no existencial cenário de uma cultura pensada e situada. Cada um dos autores tem afirmado um perfil que, no eclectismo dos interesses, se definiu preferencialmente numa área disciplinar.” - Pinharanda Gomes
"A tertúlia da 'Filosofia Portuguesa' dos anos 60/70 existiu como escola livre. Todas as quintas-feiras havia tema e, por vezes, o mesmo tema era objecto de longos colóquios à mesa do café, preenchendo meses e meses. Nunca houve tempo, nem disponibilidade, para a maledicência peculiar nas tertúlias literárias e políticas da Lisboa desse tempo. Muitas, digo muitas, pessoas que, por acaso, ou por curiosidade, adegavam de assistir alguma vez à tertúlia, ficavam surpresas com o carácter das conversas, ou da conversa daqueles senhores que, sendo desconhecidos no jet set cultural, e marginalizados na vida escolar e na esfera política, construíam, dia-a-dia, um bom elenco de discípulos, como se ensinassem, não em café, mas em academia platónica e em Liceu Aristotélico." - Pinharanda Gomes